# Сапонова Гута
Сапо́нова Гу́та (інша назва - Новоугринська Гута) — колишнє село в Чернігівській області. 

## Короткі відомості
Згадується в переписі 1866 року у складі Остерського повіту. Розташування вказано при колодязях та болоті Міша (Меша, східнополіський говір Міеша). В той час в селі налічувалось 17 дворів та 110 мешканців.
В часі винищення голодом 1932—1933 років у селі голодною смертю померло 5 людей.
6 вересня 1941 року нацистські сили зайняли Сапонову Гуту, тіснячи слабкі підрозділи 215-ї мотодивізії.
Зняте з обліку 1958 року — під час створення військового полігону.